# Hemipareza
Hemipareza (niedowład połowiczy) – częściowe porażenie mięśni obejmujące jedną połowę ciała, będące następstwem uszkodzenia ośrodków ruchowych w mózgu lub rdzeniu kręgowym.